# Frederick Laurence Green
Frederick Laurence Green (6. dubna 1902, Portsmouth – 14. dubna 1953, Bristol) byl anglický spisovatel irského původu známý především svým románem Odd Man Out (1945, Štvanec) z prostředí protibritských teroristů v Belfastu.

## Život
Grenn se narodil roku 1902 v Portsmouthu v anglickém hrabství Hampshire, Vzdělával se na Salesian College ve Farnborough, ale musel studium přerušit pro častá onemocnění. Poté pracoval několik let příležitostně v kanceláři, v hotelích, v pivovarech a v divadlech.
Roku 1929 se Green oženil a podle některých zdrojů se přestěhoval do Severního Irska, podle jiných to bylo v roce 1933 nebo dokonce v roce 1936. V Belfastu žil do roku 1951 a pak se odstěhoval do Bristolu, kde roku 1953 zemřel.
Z belfastského prostředí vytěžil námět pro svůj nejslavnější román Odd Man Out (1945, Štvanec), který byl dvakrát zfilmován. Vypráví o muži, který vede lupičskou akci teroristů z IRA v Belfastu, při které je zraněn a je na útěku před policií i rozeštvanými davy. Bloudí nočními ulicemi, krátce se skrývá v různých doupatech a brlozích na periférii města a nakonec zahyne společně se svou milenkou ve vzájemném obětí.

## Dílo
- Julius Penton (1934),
- On The Night of The Fire (1939),
- The Sound of Winter (1940),
- Give Us The World (1941),
- Music In The Park (1942),
- A Song For The Angels (1943),
- On The Edge Of The Sea (1944),
- Odd Man Out (1945, Štvanec),
- A Flask For The Journey (1946),
- A Fragment Of Glass (1947),
- Mist On The Waters (1948),
- Clouds In The Wind (1950),
- The Magician (1951),
- Ambush For The Hunter (1952).

## Filmové adaptace
- On the Night of the Fire (1940), britský film, režie Brian Desmond Hurst,
- Odd Man Out (1947, Štvanec), britský film, režie Carol Reed, v hlavní roli James Mason,
- The Lost Man (1969, Ztracený muž), americký film, režie Robert Alan Aurthur, v hlavní roli Sidney Poitier, jde o filmový přepis románu Odd Man Out převedený do amerického černošského prostředí.

## Česká vydání
- Štvanec, Aventinum, Praha 1948, přeložila Milada Krausová-Lesná,
- Štvanec, Práce, Praha 1976, přeložil Jura Bagár.